# Râul Izvorul Ursului
Râul Izvorul Ursului este curs de apă afluent al Pârâului Stânei. 

## Hărți
- Harta Munții Buzăului [nefuncțională – arhivă]